# Championship Motocross Featuring Ricky Carmichael
Championship Motocross Featuring Ricky Carmichael, ou simplesmente Championship Motocross é um jogo de motocross do console PlayStation One.
O jogo, que foi lançado em 31 de julho de 1999, foi desenvolvido pela Funcom e publicado pela THQ
Ele foi tão bem aceito pelo público, que dois anos depois ele recebeu uma seqüência: Championship Motocross 2001 Featuring Ricky Carmichael.

## Trilha Sonora
1. Grinspoon - Champion
2. 2 Skinee Js - RIOT NRRRD
3. Godsmack - Moon Baby
4. Aversion - The Weed, The Tree and Me
5. Guttermouth - Hit Machine
6. Guttermouth - I Have A Dream
7. Puya - Sal Pa Fuera
8. Vanilla Ice - Too Cold
9. Martine Schioeler - All Star